# Přemysl Pražský
Přemysl Pražský (n. 24 iulie 1893, Nýřany⁠(d), Plzeň, Cehia – d. 1 august 1964, Praga, Cehoslovacia) a fost un regizor ceh timpuriu, actor de film, scenarist și producător de radio. A regizat și a apărut într-o serie de filme din Cehoslovacia, în anii 1920 și 1930, regizând filme de comedie precum Două mame (Dvě matky, 1921), Frumusețe misterioasă (Neznámá kráska, 1922), Contesa din Podskalí (Hraběnka z Podskalí, 1926) și Croitoreasa din Praga (Pražské švadlenky, 1929). Este cunoscut mai ales pentru adaptarea sa din 1927 a romanului dramatic Batalion scris de Josef Hais Týnecký. A lucrat deseori cu actorul Theodor Pištěk (1895 – 1960). 

## Viața timpurie și cariera
Pražský s-a născut pe 24 iulie 1893 în Nýřany. Și-a început studiile în 1910 și le-a continuat până în 1914. S-a mutat la Praga și a început să lucreze în teatru. A devenit directorul Teatrului Švanda în această perioadă și a fost un invitat frecvent al Teatrului Vinohrady. Abia în 1919 a intrat în industria cinematografică. A avut o carieră de succes ca actor și regizor de film. Cel mai mare succes al său, filmul Batalion din 1927, a fost considerat unul dintre cele mai importante filme ale cinematograful mut ceh. Cu toate acestea, după premiera filmului Batalion, a avut mari pierderi economice. A încercat să realizeze filme cu sunet, dar a reușit să finalizeze doar un singur film sonor Sedmá velmoc (1933), dar s-a dovedit a fi un eșec la totalul încasărilor realizate. A părăsit industria filmului pentru a începe o carieră în producția de radio în 1933. A fost director al Radioului Ceh (Český rozhlas) din 1933 până în 1958. În 1957 i-a fost acordat la Praga titlu de artist emerit (Zasloužilý umělec). 

## Viața personală și moartea
Pražský s-a căsătorit cu prezentatoarea radio de știri Marie Magdalena Tomanová în 1942.
Přemysl Pražský a decedat la 1 august 1964 la Praga, la vârsta de 71 de ani.

## Filmografie selectată
- Doamna cu piciorul mic (Dáma s malou nožkou, 1920)[11][12]
- Două mame (Dvě matky, 1921)
- Frumusețe misterioasă (Neznámá kráska, 1922)
- Paradisul alb (Bílý ráj, 1924), refăcut în 2016.[13][14]
- Contesa din Podskalí (Hraběnka z Podskalí, 1926)
- Batalion (1927)
- Pražské švadlenky (1929)

## Vezi și
- Listă de regizori cehi